# Liliana Genes
Liliana Genes (n. 19 iulie 1967) este o fostă canotoare română.

## Carieră
Sportiva a început canotajul la vârsta de 18 ani la CSM Iași. După o scurtă perioadă de timp a fost inclusă în lotul olimpic.
După doi ani a cucerit medalia de argint la Campionatul Mondial de la Copenhaga din 1987 în proba de 2 vâsle împreună cu Elisabeta Lipă. Echipa Bulgariei (Stefka Madina și Violeta Ninova) a câștigat cu un avans minim de 0,10 s.
Liliana Genes a fost componentă a lotului olimpic pentru participare la Jocurile Olimpice din 1988. Dar nu a participat la Seul după ce a suferit o hernie de disc. A încercat să revină însă a trebuit să se retragă la vârsta de 21 de ani.